# Aeroportul Orléans – Saint-Denis-de-l'Hôtel
Aeroportul Orléans – Saint-Denis-de-l'Hôtel (IATA: ORE, ICAO: LFOZ) este un aeroport din Saint-Denis-de-l'Hôtel, Loiret, Centru, Franța metropolitană, Franța ce deservește zona Orléans. Aeroportul a fost tranzitat în 2022 de 1.761 de pasageri. A fost numit după zona deservită.
Situat la o altitudine de 116 m, aeroportul dispune de o singură pistă.